# 斯圖爾特·安德魯

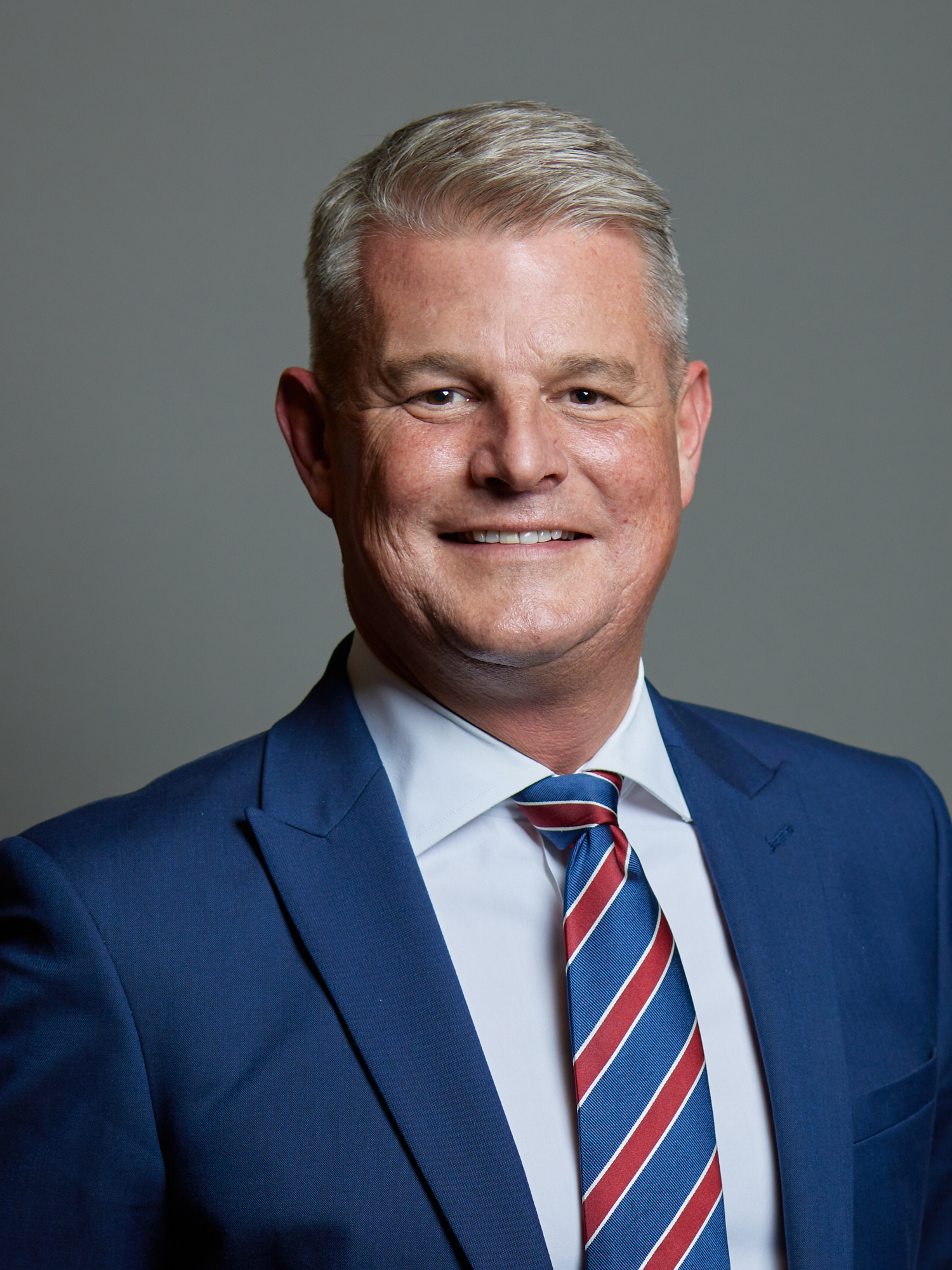

斯圖爾特·安德魯（Stuart Andrew ，1971年11月25日—）是一位英格蘭政治人物，黨籍原是保守黨，2019年9月因議會表決時不支持同黨鮑里斯·強森的脫歐提案，因而被開除黨籍。自2010年開始，他擔任帕德西選區選出的英國下議院議員。他曾在1997年代表保守黨參加雷克瑟姆選區的選舉但未當選。他是一位基督徒，並且也是一位同性戀。